# Стоунволл (фильм, 2015)
«Стоунволл» (англ. Stonewall) — американская драма режиссёра Роланда Эммериха. Кинолента была выпущена 25 сентября 2015 года. Права на распространения принадлежат продюсерской компании Roadside Attractions.
События фильма разворачиваются вокруг Стоунволлских бунтов, которые прошли в 1969 году в Нью-Йорке.

## Сюжет
Сюжет фильма сосредоточен на вымышленном персонаже Дэнни Уинтерсе, юноше из Индианы, который покидает свой консервативный провинциальный городок после того как окружающим становится известно о его тайных сексуальных отношениях с другом. Родители Дэнни расстроены и не подписывают заявку на стипендию для Колумбийского университета, куда он собирается поступить. Несмотря на это, парень уезжает в Нью-Йорк.
Достигнув Гринвич-Виллидж, Дэнни знакомится с группой молодых геев и трансгендеров, обитающих в районе Кристофер-стрит. Его новые друзья вынуждены зарабатывать на жизнь проституцией, не имеют постоянного жилья и регулярно сталкиваются с насилием. В баре «Стоунволл-инн», как и в других местах, где они проводят свободное время, систематически появляются полицейские и арестовывают клиентов. Там Дэнни встречает Тревора, приглашающего его на собрание «Общества Маттачине» — организации, оказывающей помощь гомосексуалам и занимающейся просветительской деятельностью. Дэнни начинает жить с Тревором, но вскоре видит его с другим парнем и решает уйти. На улице его похищают подручные Эда Мёрфи — управляющего бара, который занимается организацией секс-досуга для богатых и влиятельных людей. Дэнни удаётся бежать с помощью своего друга Рэя, после чего они идут в «Стоунволл-инн» для разговора с Мёрфи. В это время там начинается очередная полицейская облава, которая провоцирует ответную реакцию со стороны представителей ЛГБТ. Вопреки уговорам Тревора, призывающего к мирным действиям, Дэнни с криком «Gay power!» бросает кирпич в одно из окон бара, что даёт начало массовому сопротивлению властям.
Год спустя, после окончания первого курса в университете, Дэнни возвращается домой и говорит младшей сестре Фиби, что планирует участвовать в гей-прайде. В день прайда он видит своих мать и сестру, наблюдающими за шествием на тротуаре.

## В ролях
| Актёр               | Роль          |
| ------------------- | ------------- |
| Джереми Ирвин       | Дэнни Уинтерс |
| Джонни Бошан        | Рэй / Рамона  |
| Джоуи Кинг          | Фиби Уинтерс  |
| Калеб Лэндри Джонс  | Энни          |
| Мэтт Крэйвен        | Сеймур Пайн   |
| Джонатан Рис-Майерс | Тревор        |
| Рон Перлман         | Эд Мёрфи      |
| Аттикус Митчелл     | Мэтью         |
| Отоя Эбит           | Марша Джонсон |
| Марк Камачо         | Толстый Тони  |
| Джоанн Ванникола    | Сэм           |

## Производство

### Разработка
Эммерих говорил о фильме ещё в апреле 2013 года: «Я, наверное, хочу снять небольшой фильм с бюджетом в 12—14 млн долларов, про Стоунволлские бунты. Там будут безбашенные нью-йоркские чуваки и деревенский парнишка, который попадает к ним в шайку, а в конце концов они поднимают бунт и изменяют весь мир». Фильм был анонсирован продюсерами 31 марта 2014 года в Монреале. Эммерих сказал, что фильм предназначен не только для геев, но и для людей с гетеросексуальной ориентацией.

### Кастинг
9 апреля 2014 года Ирвин присоединился к актёрскому составу. 3 июня 2014 года Рис-Майерс, Перлман и Кинг присоединились к актёрскому составу.

### Съёмки
Съёмочный период начался с 3 июня 2014 года в Монреале. Изначально Эммерих планировал начать съёмки в Нью-Йорке, но позже он посчитал, что это будет стоить слишком дорого.

## Прокат
25 марта 2015 года компания Roadside Attractions приобрела права на прокат и распространение фильма. В июле 2015 года компания объявила о том, что начало проката состоится 25 сентября. В день премьеры фильм собрал всего 112,414 $, заняв при этом 127 место[где?]. Сборы фильма оценили[кто?] как «плачевные».

## Реакция

### Отзывы
Фильм собрал в целом отрицательные отзывы. На обзорном агрегаторе Rotten Tomatoes фильм собрал 10 % положительных отзывов, исходя из 71 рецензии; средний балл составил 3, 6/10. Также был выработан следующий консенсус: «Если считать этот фильм обычной драмой, то он банально скучен, но если считать его попыткой изобразить ключевой момент в американской истории, то это оскорбительно плохой фильм». На агрегаторе Metacritic с учётом 27 рецензий фильм имеет 30 баллов из 100, что указывает на «в целом неблагоприятные отзывы».
Редактор журнала Vanity Fair Ричард Лоусон описал фильм как «безумный, испорченный»; он заявил, что работа художника-постановщика заставляет район Кристофер-стрит выглядеть как Улица Сезам. По мнению Лоусона, главной ошибкой режиссёра было то, что он взял «один из самых политически заряженных периодов прошлого века» и превратил его в «пресную, поверхностную история взросления».
Рихард Джузвик написал, что фильм «формально непоследователен» и «фильм столько же рассказывает о том, что такое быть геем, сколько „Коты Аристократы“ рассказывают о том, что такое быть аристократом». Майкл Филлипс из журнала Chicago Tribune писал, что, хотя Эммерих «сделал фильм менее исторически точным, чем „10 000 лет до нашей эры“», самая фатальная проблема заключается в том, что он «подхватывает каждое неправильное клише, которое в недостатке затрагивает почти каждый момент сюжета».

### Критика в медиа
После выхода трейлера, а впоследствии после премьеры фильм подвергся критике из-за того, что сюжет не включает историй представителей меньшинств внутри ЛГБТ-сообщества, которые сыграли важную роль в Стоунволлском бунте. В реальности организаторами бунта были чернокожие дрэг-квин Марша Джонсон и Сильвия Ривера, в фильме же Джонсон — второстепенный персонаж, а протагонистом стал выдуманный персонаж, белый американец-гомосексуал. На подобную критику режиссёр ответил следующими словами: «Фильм по расовому и половому признакам более разнообразен, чем кажется некоторым людям».
Джереми Ирвин, исполнивший главную роль в фильме, заявил, что ключевые исторические цифры не были опущены или изменены. «Я видел фильм в первый раз на прошлой неделе и могу заверить вас в том, что он представляет почти все расы и все слои общества, что это стало слишком фундаментальным для движения в живой истории», — написал Ирвин в своей учётной записи в Instagram.
Марк Сегал, участвовавший в Стоунволлском бунте, так прокомментировал фильм в интервью PBS NewsHour:

«Стоунволл не интересуется ни одной историей и ни одним фактом, который не вращается вокруг главного героя. Он (сюжет) почти не учитывает женщин, которые также участвовали в беспорядках и помогли создать фронт освобождения гомосексуалов; в этот фронт также вошла молодёжь, транссексуалы, лесбиянки и другие люди из разных слоёв нашего общества».
Оригинальный текст (англ.)"Stonewall is uninterested in any history that doesn’t revolve around its white, male, stereotypically attractive protagonist. It almost entirely leaves out the women who participated in the riots and helped create the Gay Liberation Front, which included youth, trans people, lesbian separatists and people from all other parts of the spectrum of our community".

Кроме Сегала, о фильме высказывались и другие непосредственные участники событий. В большинстве случаев эти высказывание были негативными.

### Комментарии
1. ↑  На русский язык фразу Gay power можно перевести как «Гей-сила» или «Сила геев».